# Colpevoli senza colpa
Colpevoli senza colpa (Без вины виноватые, Bez viny vinovatye) è un film del 1945 diretto da Vladimir Michajlovič Petrov.